# Distretto di Gurdaspur
Il distretto di Gurdaspur è un distretto del Punjab, in India, di 2 096 889 abitanti. È situato nella divisione di Jalandhar e il suo capoluogo è Gurdaspur.